# مركز الدوحة لحرية الإعلام
مركز الدوحة لحرية الاعلام افتتح في أكتوبر 2008.

## إدارة المركز
يتألف مجلس إدراة المركز من 12 عضواً من حول العالم يرأسه الشيخ حمد بن ثامر آل ثاني.
وتشمل عضوية مجلس الإدارة لشخصيات: من عدة دول يمتازون بالمعرفة الاعلامية والسياسية .
وللمركز أيضاً مجلس استشاري من يرأسه الدكتور حمد بن عبد العزيز الكواري وزير الثقافة والفنون والتراث لدولة قطر. وتشمل عضوية المجلس الاستشاري الشخصيات التالية: ناصر العثمان، أرنو، ودانييل بارينبويم، برونر، وكريس كريمر، ومايا فارو، وفهمي كورو، وغارسيا ماشل. وينشر المركز برنامج الألعاب الأولمبية المدرسية، ومسار تطوير الرياضيين في قطر ومسار تطوير الرياضيين في قطر. يرغبون في دعم وتطوير الأداء الرياضي في سياق روح الألعاب الأولمبية ونشر الأنشطة البدنية في جميع أنحاء قطر كلها 
ويشغل يان كيولن منصب مدير عام المركز منذ أبريل 2010 خلفاً لروبير مينار الذي استقال في يونيو 2009.

## برامجه
وللمركز خمسة برامج هي: المساعدة في حالات الطوارئ، والتدريب، والاستخبارات، والتربية الإعلامية الجاسوسية، والتوعية.
واستناداً إلى موقع المركز الرسمي، يوفر برنامج المساعدة في حالات الطوارئ «مساعدة مباشرة ضمن نطاق إمكانياته للصحفيين في حالة عاجلة طرأت نتيجة أدائهم مهنتهم. ويساعد فريق برنامج المساعدة في حالات الطوارئ الصحفيين المحترفين على إيجاد حلول مستدامة ليعودوا إلى عملهم في أقرب وقت ممكن عبر تقديم المشورة وإدارة حملات التوعية بالإضافة إلى توفير الموارد المادية.»

## الموقع الإلكتروني
يتوفر موقع المركز الإلكتروني باللغات العربية والإنجليزية والفرنسية. بالإضافة إلى تغطية نشاطات المركز، يستعرض الموقع أخر مستجدات عالم الصحافة إلى جانب نشر تقارير استقصائية عن حرية الإعلام حول العالم.

## وصلات خارجية
الموقع الرسمي لمركز الدوحة لحرية الإعلام.